# Patrick Musimu
Patrick Musimu (ur. 10 grudnia 1970 w Kinszasie, zm. 21 lipca 2011) – nurek belgijski, wielokrotny rekordzista świata we freedivingu.
30 lipca 2005 roku ustanowił rekord świata w nurkowaniu w kategorii no limits, schodząc na głębokość 209,6 m (rekord został ustanowiony na treningu i nie został zatwierdzony przez organizację AIDA).
Opracował metody treningowe, które pozwalały mu na osiąganie głębokości wcześniej niedostępnych dla ludzi. Do 50-55 metra, podobnie jak inni nurkowie zatykał nos i dmuchając wyrównywał ciśnienie. Potem jednak pozwalał, aby woda wpłynęła do nosa, zatok i uszu i sama wyrównywała ciśnienie.
Niespodziewana śmierć Patrica nastąpiła dnia 21 lipca 2011. Zmarł w swoim basenie w Belgii podczas samotnych ćwiczeń. Około 13:40 został znaleziony przez żonę. Osierocił 7-letnią córkę.